# Mina Wigerink-Lezer
Benjamiena (Mina) Wigerink-Lezer (Vries, 11 april 1893 - Den Haag, 20 maart 1954) was een Nederlands politicus. Zij was een van de eerste vrouwelijke gemeenteraadsleden van Arnhem. Zij zat van 1920 tot 1929 - met een onderbreking van twee jaar - namens de SDAP in de gemeenteraad.

## Levensloop
Wigerink werd geboren in een Joods gezin, maar maakte zich los van die achtergrond. Meerdere gezinsleden werden vermoord tijdens de Holocaust. In 1916 trouwde Wigerink in Arnhem met de in een Rooms-katholiek gezin geboren Bernardus Wilhelmus Wigerink. Uit het huwelijk kwam een dochter voort, Gretha, die later bekend bekend werd als schrijfster en journaliste onder de naam Margaretha Ferguson.
Namens de SDAP werd Wigerink-Lezer in 1920 gekozen in de Arnhemse gemeenteraad. In 1927 verloor zij haar zetel. In 1929 keerde zij een korte periode terug toen een ander raadslid van de SDAP vertrok. In hetzelfde jaar vertrok het gezin-Wigerink echter naar Nederlands-Indië. Wigerink vond in Bandung werk in de boekhandel van zijn zwager Leo Andries Lezer. Vijf jaar later opende hij zijn eigen winkel. Tijdens de Tweede Wereldoorlog zat Wigerink-Lezer een aantal jaren vast in Jappenkampen, evenals haar echtgenoot en dochter.
Wigerink-Lezer keerde in 1946 met haar echtgenoot terug naar Nederland. Na een korte tijd in Utrecht gewoond te hebben, vestigden zij zich in Den Haag, waar Wigerink-Lezer in 1954 overleed. Volgens haar man was zij de ontberingen van de kampen nooit te boven gekomen. Bernadus Wigerink zelf werd in 1958 een slachtoffer van een moord, gepleegd door de stiefzoon van zijn tweede vrouw.

## Postuum
In de Arnhemse wijk Rijkerswoerd is de Mina Wigerink-Lezerstraat naar de Arnhemse politica vernoemd.